# 花水川

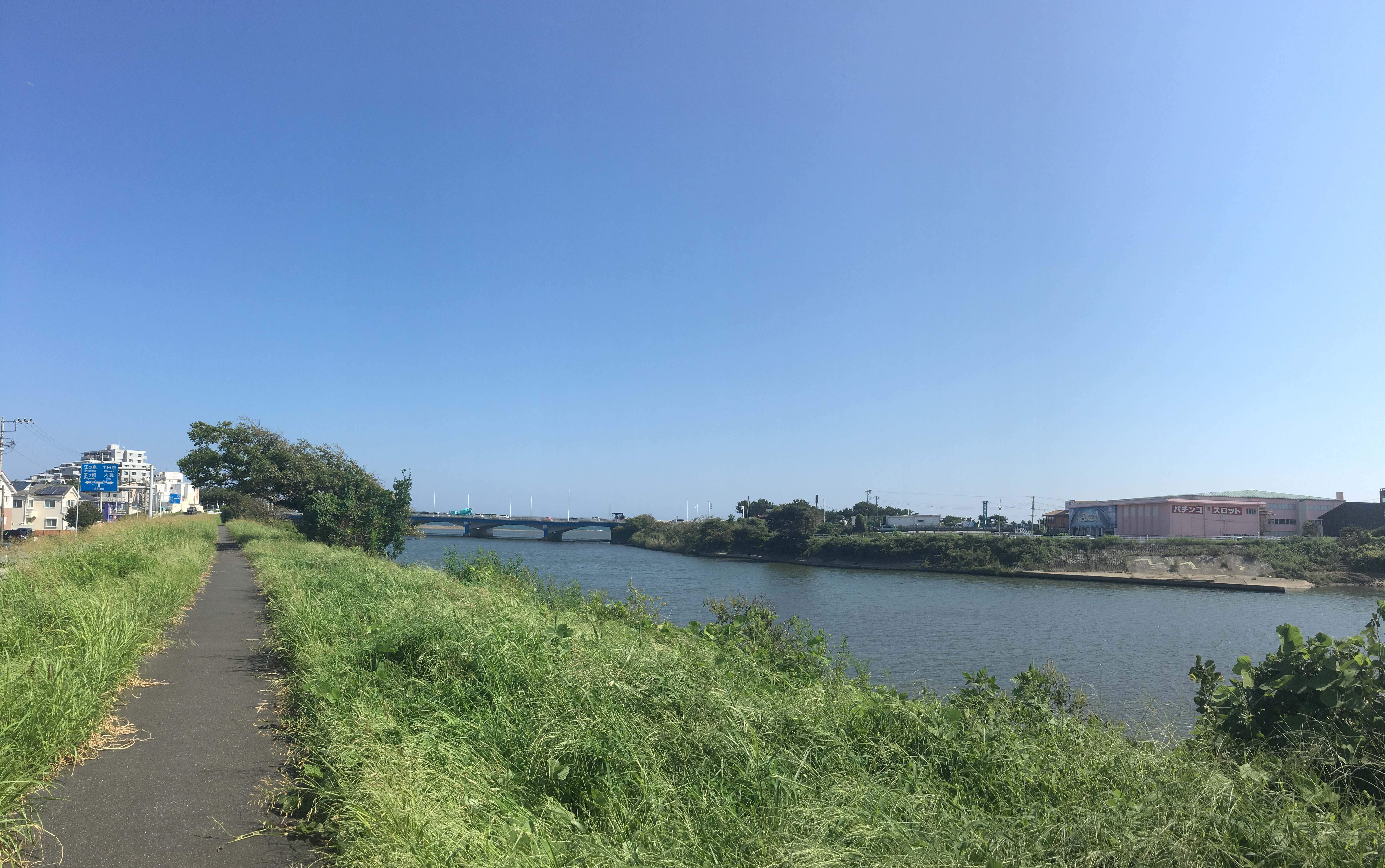
花水川橋と花水川

花水川（はなみずがわ）は、神奈川県の中西部を流れる二級河川金目川の下流部における別称。

## 地理
丹沢山系に源を発し、大山の西側を流れ相模湾に注ぐ金目川の流路のうち、平塚市徳延付近の渋田川との合流点から相模湾に注ぐ河口までの約2.5kmの間を花水川と呼ぶ。東海道が渡っており、昔は多くの人の信仰を集めた高麗寺のあった高麗山が近くにあることや、更級日記に出てくる唐が原（とうがはら）もその岸辺にあることから、それほど大きくない川ながら古くからその名前は知られていた。
現在の流域は江戸時代に河川改修されたもので、それ以前の流れとは大きく変わっている。河川改修以前に流れていた場所は平塚市側に古花水という地名が残っているものの現在は定かではない。

## 名称の由来
大磯町の郷土史研究家で高來神社の神主でもあった高橋 光の著書に、鎌倉時代以前は「波奈美頭可波」の字が万葉仮名としてあてられていたとあり、「美頭」は太古の人の髪型「ミズラ」のように川が曲がりくねっていたからだとしている。また、鎌倉時代、桜の名所であった高麗山に源頼朝が山桜を見物に来たが前夜の春の嵐で散ってしまい、花を見ずに帰ったことから花みず川となったという説もあるが、これは俗説である。「はなみずかわ」という音は先にあり、「花水」の文字はあとから当てられた。

## 治水
江戸時代前の花水川は曲がりくねっていたため河川氾濫の絶えない川であった。近くの中原（現在の平塚市御殿）に中原御殿を建て鷹狩りの地としていた家康は、慶長15年（西暦1610年）利根川や荒川の治水に実績のある関東郡代備前守伊奈忠治に花水川改修の命を下し新川予定地の土地の付け替えなどが行われたが、着手したその年に備前守伊奈忠治が没し以後放置される、その約100年後の宝永元年及び２年に続けて大規模な水害があり川筋２８カ村が幕府に「御普請願」を出し宝永３年から現在の川筋に付け替え川幅も広げる工事に着手するも翌年の宝永4年（1707年）12月に起きた富士山の宝永大噴火により付近一帯に20センチ以上の降灰があり、それが川に流れ込んで川床が上がり再び洪水の恐れが出るようになったことから工事は難航したが現在の川筋に替えられた。金目川流域は幕府の天領や旗本の領地が多く高麗寺の寺領も含まれていたことから財政が逼迫する幕府としても無視できなかったと思われる。
幕府は宝永噴火の後、禄高に応じた臨時の税を大名に課し約４９万両を強制的に徴収したが、花水川の河川改良にもその資金が使われたのであろう、しかし労働力を提供する流域の人々の苦労は大変であったろうと推測する。
ちなみに、高麗寺は8世紀に創建され、江戸時代は上野寛永寺の末寺の権現様として参勤交代で高麗寺の前の東海道を大名が通るときに下へ下へという掛け声は慎んだといわれている。

## 自然
渋田川との合流点付近から国道1号の花水橋までの間は川辺に人が入りにくかったことから水鳥が多く集まることや、高麗山から野鳥が水を飲みに飛来することなどから知られざるバードウォッチングの名所になっている。ただし、近年は高麗大橋の工事に伴う河川改良や上流の東雲橋および玉川橋の架け替えに伴う河川敷の公園化で飛来する野鳥は減りつつある。